# Caserío Etxeberri
El caserío Etxeberri situado en el municipio de Anoeta (Guipúzcoa, España) destaca por su línea armoniosa, que dispone de estructura del siglo xvii y que en el xviii reformó todos sus muros perimetrales y la cubierta. Manteniendo su singular estructura que apoya sobre un pilar de piedra en el eje del edificio, disponiendo además de elementos de importancia tales como arcos, anejo adosado y lagar.

## Descripción
Caserío unifamiliar de planta rectangular, de 25 x 18,5 m, implantado en una suave pendiente de orientación sur sobre la vega del río Oria. Dispone de muros perimetrales de mampostería y esquinales de sillar. El edificio se organiza con dos plantas, desván y bodega. La cubierta vierte a tres aguas y el elemento de cobertura es la teja canal.
La fachada principal es de orientación sureste y dispone en planta baja de un arco carpanel dovelado que presenta mochetas con sección angular de 30 grados. Además de ese hueco, la fachada presenta otros tres huecos de ventana.
Adosado a esa fachada, en su ángulo este, el edificio dispone de un anejo adosado —etxeordea— que presenta una ventana con un hueco horizontal y otro vertical a modo de tronera.
La primera planta presenta dos ventanas recercadas en piedra sillar y un hueco más que tiene dintel de madera. En el desván, de entramado visto, presenta dos ventanas y pequeños huecos palomares. Los vanos entre el entramado están cerrados con ladrillo cerámico.
La fachada suroeste dispone de un acceso directo a la planta de bodega a cuya altura presenta dos saeteras. Esta fachada presenta a la altura de la planta baja cuatro huecos de ventana y tres más en la planta primera.
La fachada noroeste dispone de dos contrafuertes o machones de mampostería de piedra y cemento, que dan inercia al muro de cerramiento trasero. Además de los citados machones, la fachada trasera presenta dos ventanas, una de ellas recercada en piedra y la otra con dintel de madera y un portón de acceso que, aprovechando el desnivel del terreno, permite acceso directo al desván.
La fachada noroeste presenta en la planta baja un arco de medio punto de elegante factura, que aloja una puerta de madera por la que se accede a la planta baja del caserío. Un anejo adosado cubre en esta fachada otro arco similar al de la fachada principal que, al igual que aquel, presenta mochetas en ángulo. Hoy está cegado. Entre ambos arcos se situaba el soportal o carrera del caserío. En planta primera esta fachada abre tres huecos recercados en piedra sillar.
El interior del caserío es de distribución simétrica. En su eje central, en la primera crujía, existe un gran pilar de piedra de sección cilíndrica, construido en sillería y que alcanza la primera planta. Sobre él, se levanta un poste enterizo que alcanza la cubierta. Otros cinco postes-ejes también enterizos se distribuyen simétricamente en la planta del edificio hasta alcanzar la cubierta. Ellos reciben las cargas de las vigas, solivos, tornapuntas, correas y cabrios que constituyen la armadura de buena escuadría que conforma la estructura.
Los ensambles de la armadura están ejecutados a caja y espiga y toda la carpintería de taller presenta marcas de azuela.
El desván dispuso de cerramientos en tablazón machihembrado y a media madera que hoy han desaparecido. En su ángulo norte dispone de un raro llagar de viga de pequeña envergadura con masera de hormigón y viga y mecanismos de madera.